# Viciria minima
Viciria minima är en spindelart som beskrevs av Eduard Reimoser 1934. Viciria minima ingår i släktet Viciria och familjen hoppspindlar. Inga underarter finns listade i Catalogue of Life.